# Tour Méditerranéen 2004
Il Tour Méditerranéen 2004, trentunesima edizione della corsa, si svolse dall'11 febbraio al 15 febbraio su un percorso di 536 km ripartiti in 5 tappe. Fu vinta dal tedesco Jörg Jaksche del Team CSC davanti all'italiano Ivan Basso e all'altro tedesco Jens Voigt, entrambi compagni di squadra del vincitore.

## Tappe
| Tappa  | Data        | Percorso                                  | km  | Vincitore di tappa | Leader cl. generale |
| ------ | ----------- | ----------------------------------------- | --- | ------------------ | ------------------- |
| 1ª     | 11 febbraio | Le Cannet > Menton                        | 111 | Baden Cooke        | Baden Cooke         |
| 2ª     | 12 febbraio | La Londe > Hyères                         | 130 | Paolo Bettini      | Igor Astarloa       |
| 3ª     | 13 febbraio | Rousset > Berre-l'Étang                   | 122 | Baden Cooke        | Igor Astarloa       |
| 4ª     | 14 febbraio | Gréasque > Marignane                      | 147 | Mario Cipollini    | Igor Astarloa       |
| 5ª     | 15 febbraio | La Garde > Mont Faron (cron. individuale) | 26  | Jörg Jaksche       | Jörg Jaksche        |
| Totale | Totale      | Totale                                    | 536 |                    |                     |

## Dettagli delle tappe

### 1ª tappa
- 11 febbraio: Le Cannet > Menton – 111 km

| Pos. | Corridore        | Squadra    | Tempo    |
| ---- | ---------------- | ---------- | -------- |
| 1    | Baden Cooke      | FDJ        | 2h46'36" |
| 2    | Michele Bartoli  | Team CSC   | s.t.     |
| 3    | Laurent Brochard | AG2R Prév. | s.t.     |

| Pos. | Corridore        | Squadra    | Tempo    |
| ---- | ---------------- | ---------- | -------- |
| 1    | Baden Cooke      | FDJ        | 2h46'26" |
| 2    | Michele Bartoli  | Team CSC   | a 4"     |
| 3    | Laurent Brochard | AG2R Prév. | a 6"     |

### 2ª tappa
- 12 febbraio: La Londe > Hyères – 130 km

| Pos. | Corridore        | Squadra      | Tempo    |
| ---- | ---------------- | ------------ | -------- |
| 1    | Paolo Bettini    | Quick Step   | 3h16'40" |
| 2    | Igor Astarloa    | Lampre       | s.t.     |
| 3    | Sylvain Chavanel | Br. La Boul. | s.t.     |

| Pos. | Corridore        | Squadra      | Tempo    |
| ---- | ---------------- | ------------ | -------- |
| 1    | Igor Astarloa    | Lampre       | 6h03'10" |
| 2    | Sylvain Chavanel | Br. La Boul. | a 2"     |
| 3    | Paolo Bettini    | Quick Step   | s.t.     |

### 3ª tappa
- 13 febbraio: Rousset > Berre-l'Étang – 122 km

| Pos. | Corridore       | Squadra    | Tempo    |
| ---- | --------------- | ---------- | -------- |
| 1    | Baden Cooke     | FDJ        | 2h17'09" |
| 2    | Mario Cipollini | Domina V.  | s.t.     |
| 3    | Aurélien Clerc  | Quick Step | s.t.     |

| Pos. | Corridore        | Squadra      | Tempo    |
| ---- | ---------------- | ------------ | -------- |
| 1    | Igor Astarloa    | Lampre       | 8h20'19" |
| 2    | Paolo Bettini    | Quick Step   | a 2"     |
| 3    | Sylvain Chavanel | Br. La Boul. | s.t.     |

### 4ª tappa
- 14 febbraio: Gréasque > Marignane – 147 km

| Pos. | Corridore       | Squadra        | Tempo    |
| ---- | --------------- | -------------- | -------- |
| 1    | Mario Cipollini | Domina V.      | 3h14'44" |
| 2    | Andrus Aug      | Domina V.      | s.t.     |
| 3    | Marco Zanotti   | Vini Caldirola | s.t.     |

| Pos. | Corridore        | Squadra      | Tempo     |
| ---- | ---------------- | ------------ | --------- |
| 1    | Igor Astarloa    | Lampre       | 11h35'03" |
| 2    | Paolo Bettini    | Quick Step   | a 2"      |
| 3    | Sylvain Chavanel | Br. La Boul. | s.t.      |

### 5ª tappa
- 15 febbraio: La Garde > Mont Faron (cron. individuale) – 26 km

| Pos. | Corridore    | Squadra  | Tempo  |
| ---- | ------------ | -------- | ------ |
| 1    | Jörg Jaksche | Team CSC | 41'14" |
| 2    | Ivan Basso   | Team CSC | s.t.   |
| 3    | Jens Voigt   | Team CSC | a 41"  |

| Pos. | Corridore    | Squadra  | Tempo     |
| ---- | ------------ | -------- | --------- |
| 1    | Jörg Jaksche | Team CSC | 12h16'31" |
| 2    | Ivan Basso   | Team CSC | s.t.      |
| 3    | Jens Voigt   | Team CSC | a 33"     |

## Classifiche finali

### Classifica generale
| Pos. | Corridore        | Squadra      | Tempo     |
| ---- | ---------------- | ------------ | --------- |
| 1    | Jörg Jaksche     | Team CSC     | 12h16'31" |
| 2    | Ivan Basso       | Team CSC     | s.t.      |
| 3    | Jens Voigt       | Team CSC     | a 33"     |
| 4    | Michael Boogerd  | Rabobank     | a 54"     |
| 5    | David Moncoutié  | Cofidis      | a 1'05"   |
| 6    | Paolo Bettini    | Quick Step   | a 1'07"   |
| 7    | Laurent Brochard | AG2R Prév.   | a 1'12"   |
| 8    | Bobby Julich     | Team CSC     | a 1'17"   |
| 9    | Sylvain Chavanel | Br. La Boul. | a 1'18"   |
| 10   | Levi Leipheimer  | Rabobank     | a 1'25"   |